# Kristina Perica
Kristina Perica (Zagreb, 5. studenoga 1979.), hrvatska atletičarka.
Natjecala se na Olimpijskim igrama 2000. u utrci na 400 metara. Osvojila je 39. mjesto.
Bila je članica zagrebačke Mladosti.